# Roger Rivière
Roger Rivière (Saint-Étienne, 23 de febrero de 1936–Saint-Galmier, 1 de abril de 1976). Fue un ciclista francés cuyos mayores éxitos deportivos los obtuvo en los campeonatos del mundo y de Francia de persecución que conquistó en 3 ocasiones, en el Tour de Francia con 5 victorias de etapa y en la Vuelta a España con 2 victorias de etapa.
Su exitosa carrera profesional, que incluía los récords del mundo de 10, 20, 30 km y la hora, se vio truncada, cuando en el Tour de Francia de 1960 sufrió una caída en el descenso del Col de Perjuret que le provocó una lesión medular dejándolo inválido.
Era conocido como Le Roi du Vigorelli, por ser el velódromo Vigorelli, de Milán donde consiguió el récord del mundo de la hora.

## Palmarés
| 1957 - Campeón del Mundo de persecución - Campeón de Francia de persecución - Saint-Just sur Loire 1958 - Campeón del Mundo de persecución - Annecy - Pesaro - Trieste 1959 - Campeón del Mundo de persecución - 2 etapas en el Tour de Francia - 2 etapas en la Vuelta a España - 1 etapa en la Dauphiné Libéré - 2.º en el Super Prestige Pernod International | 1959 Cont. - Gran Premio d'Alger - Ascensión al Mont Faron - Saint-Claud - Vergt - Charlieu - Auch - Argentan 1960 - 3 etapas en el Tour de Francia - 1 etapa en la Dauphiné Libéré - 1 etapa en los Cuatro días de Dunkerque - Gran Premio d'Alger - Chef-Boutonne |

### Récords del Mundo
- Récord del Mundo de la hora: 
  - 46,923 km, el 18 de septiembre de 1957, en el velódromo Vigorelli de Milán
  - 47,346 km, el 23 de septiembre de 1958, en el velódromo Vigorelli de Milán
- Récord del Mundo de los 20 km en pista: 
  - 25' 15" en 1958
  - 24' 50" 60 en 1958
- Récord del Mundo de los 10 km en pista: 
  - 12' 31" 80 en 1957
  - 12' 22" 80 en 1958

### Resultados en el Tour de Francia
- 1959. 4.º en la clasificación general y 2 etapas
- 1960. Abandonó en la 14.ª etapa y 3 etapas

### Resultados en la Vuelta a España
- 1959. 6.º en la clasificación general y 2 etapas